# كارمن سيبيا
مارية ديل كارمن غارسيا غاليستيو (بالإسبانية: Carmen Sevilla)‏ (16 أكتوبر 1930 - 27 يونيو 2023)، (المعروفة باسم كارمن سيبيا)، هي ممثلة ومغنية ومقدمة برامج تلفزيونية إسبانية.

## حياتها
ولدت مارية ديل كارمن غارسيا غاليستيو يوم 16 أكتوبر 1930 في مدينة إشبيلية. قدمت فيلمها لأول مرة في عام 1948 وهو «جاليسكو يغني في إشبيلية» (بالإنجليزية: Jalisco Sings in Seville)‏. جاء صعودها إلى الشهرة مع دور البطولة في فيلم «المشاغبة» (بالإنجليزية: The Troublemaker)‏ مع توني لوبلان. كما لعبت دور مريم المجدلية في فيلم «ملك الملوك» (بالإنجليزية: King of Kings)‏ مع نيكولاس راي. حصلت على وسام الشرف لعام 2003 من قبل «دائرة كُتَّا السينما» (بالإنجليزية: Círculo de Escritores Cinematográficos)‏.
في عام 2012، أُعلن أنها في «مرحلة متقدمة جدًا» من مرض الزهايمر. وفي عام 2015، ورد أنها لم تعد تتعرف على منزلها. ماتت من المرض عام 2020 عن عمر ناهز 90 عاما.

## جوائز
- وسام الاستحقاق الذهبي في العمل (2001).[10]
- الميدالية الذهبية في الفنون الجميلة (2003).[11]
- جائزة الابنة المفضلة من مقاطعة إشبيلية (2007).[12]

## روابط خارجية
- كارمن سيبيا على موقع IMDb (الإنجليزية)
- كارمن سيبيا على موقع روتن توميتوز (الإنجليزية)
- كارمن سيبيا على موقع ألو سيني (الفرنسية)
- كارمن سيبيا على موقع ميوزك برينز (الإنجليزية)
- كارمن سيبيا على موقع قاعدة بيانات الأفلام السويدية (السويدية)
- كارمن سيبيا على موقع ديسكوغز (الإنجليزية)
- كارمن سيبيا على موقع قاعدة بيانات الفيلم (الإنجليزية)
- كارمن سيبيا على موقع كينوبويسك (الروسية)
- Carmen Sevilla في قاعدة بيانات الأفلام على الإنترنت